# Puruagua de Ramón Corona
Puruagua de Ramón Corona är en ort i Mexiko.   Den ligger i kommunen Tuxcueca och delstaten Jalisco, i den centrala delen av landet, 400 km väster om huvudstaden Mexico City. Puruagua de Ramón Corona ligger 1 534 meter över havet och antalet invånare är 298.
Terrängen runt Puruagua de Ramón Corona är kuperad söderut, men norrut är den platt. Runt Puruagua de Ramón Corona är det ganska tätbefolkat, med 124 invånare per kvadratkilometer. Närmaste större samhälle är Tizapán el Alto, 11,6 km öster om Puruagua de Ramón Corona. 